# Buchholz in der Nordheide
Buchholz in der Nordheide is een gemeente in de Duitse deelstaat Nedersaksen, die als selbständige Gemeinde deel uitmaakt van het Landkreis Harburg. De stad telt 40.091 inwoners.

## Indeling van de gemeente
Buchholz bestaat uit de volgende 6 stadsdelen: (op volgorde van inwonertal):
- Buchholz (kernstad)
  - Ortsteil Reindorf
  - Ortsteil Vaensen
  - Ortsteil Buensen
- Holm-Seppensen (6.903), ten zuiden van Buchholz, bestaande uit (van noord naar zuid):
  - Ortsteil Seppensen
  - Ortsteil Holm-Seppensen (met station)
  - Ortsteil Holm
- Steinbeck (5.975), direct ten westen van de stad, aan de B75
  - Ortsteil Steinbeck
  - Ortsteil Meilsen
- Sprötze (2.542), ten zuidwesten van Buchholz, met station, aan de B3; direct ten oosten van dit dorp ligt de fraaie, met heide begroeide heuvel Brunsberg, die 129 meter hoog is. Tot Sprötze behoort een exclave in de gemeente Kakenstorf.
- Trelde; (1.571)
  - Ortsteil Trelde, ten westen van Buchholz; tussen Trelde en Buchholz zelf ligt aan de B75 en de B3 het uitgestrekte bedrijventerrein Trelder Berg
  - Ortsteil Suerhop[2], direct ten zuidwesten van de stad, met spoorweghalte
- Dibbersen, ten noorden van Buchholz (1.128)
  - Ortsteil Dibbersen
  - Ortsteil Dangersen, ten westen van Dibbersen zelf

De getallen tussen haakjes zijn bevolkingscijfers, door de Duitse Wikipedia opgevraagd bij de gemeente Buchholz in der Nordheide. Peildatum: 30 maart 2020.

## Geografie
Buchholz in der Nordheide heeft een oppervlakte van 74,62 km² en ligt in het noorden van Duitsland. De gemeente heeft het karakter van een voorstad van Hamburg; deze grote stad ligt slechts 27 km ten noorden van Buchholz. Andere, wat grotere plaatsen nabij Buchholz zijn Schneverdingen, 24 km zuidwaarts, en Winsen (Luhe), 23 km oostwaarts.
De plaats ligt aan de zuidelijke rand van een 80-130 meter hoge heuvelrug Harburger Berge, die op dezelfde wijze is ontstaan als de Veluwe in Nederland, nl. als stuwwal van materiaal uit de ijstijden. Door Holm, in het zuiden van de gemeente, stroomt het (niet bevaarbare) riviertje de Seeve, een zijrivier van de Elbe; zie het kaartje onder Seevetal.

### Buurgemeentes
- In het noorden:
  - Rosengarten: de dorpen Emsen, Nenndorf en Eckel
  - Neu Wulmstorf: het dorp Rade
- In het oosten:
  - Jesteburg
  - Hanstedt
- In het zuiden:
  - Undeloh
  - Handeloh
- In het westen:
  - Tostedt
  - Kakenstorf
  - Drestedt
  - Wenzendorf.

## Infrastructuur

### Wegennet
Door de gemeente Buchholz an der Nordheide lopen de volgende verkeerswegen:
- Autobahn A1, in west<>oost-richting, door de noordelijke rand van de gemeente
- Autobahn A261, in noordoostelijke richting, takt bij Dibbersen op het Buchholzer Dreieck, ten noorden van Buchholz, af van de A1
- Bundesstraße 75, in zuidwest<>noordoost-richting, loopt direct ten westen van de stad langs en kruist op afrit 42 Dibbersen de A1
- Bundesstraße 3, in noord<>zuid-richting, door de westelijke rand van de gemeente; deze kruist op bedrijventerrein Trelder Berg ten westen van Buchholz de B75

### Openbaar vervoer

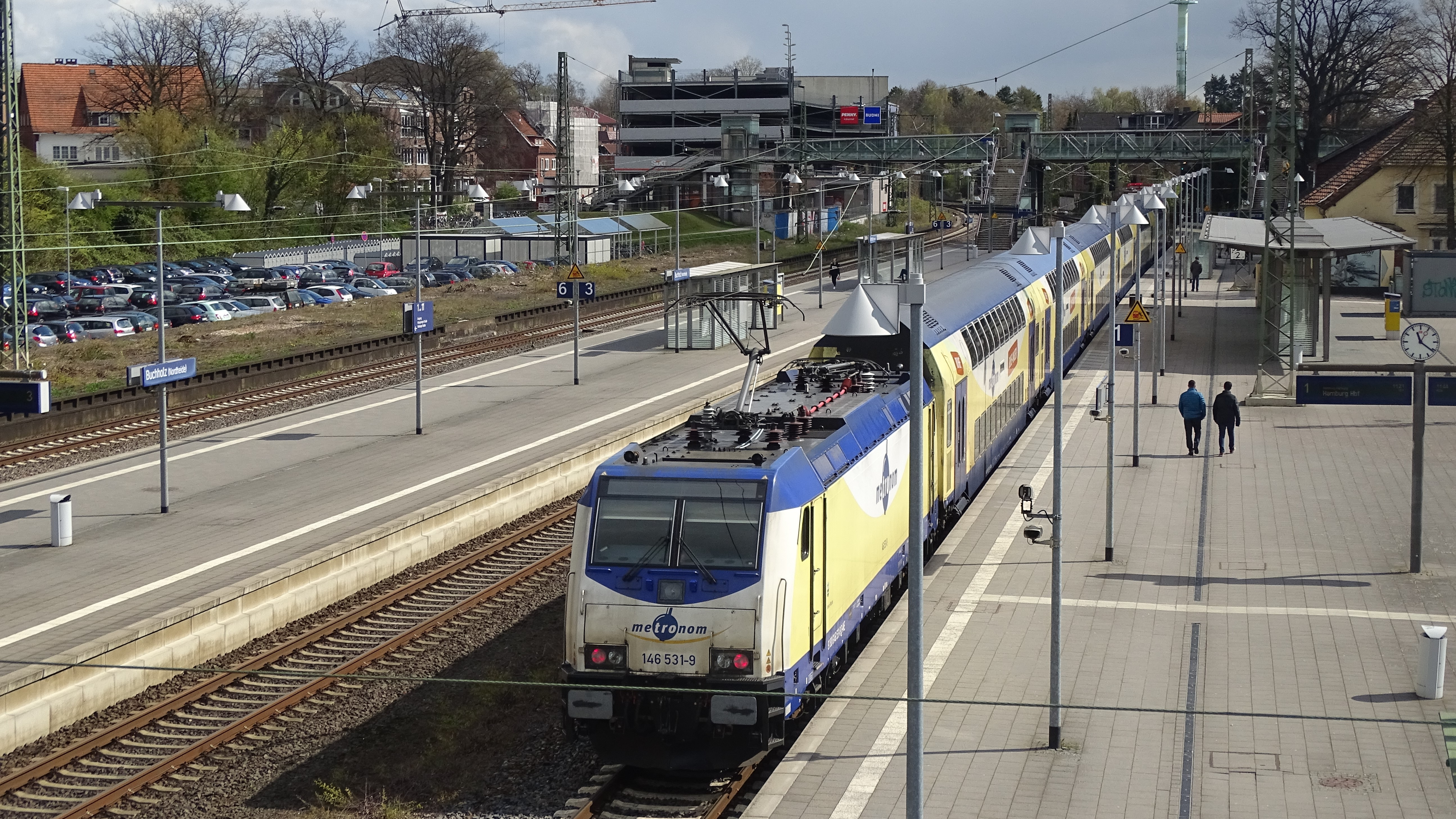
Station Buchholz (Nordheide) met trein naar Hamburg Hbf
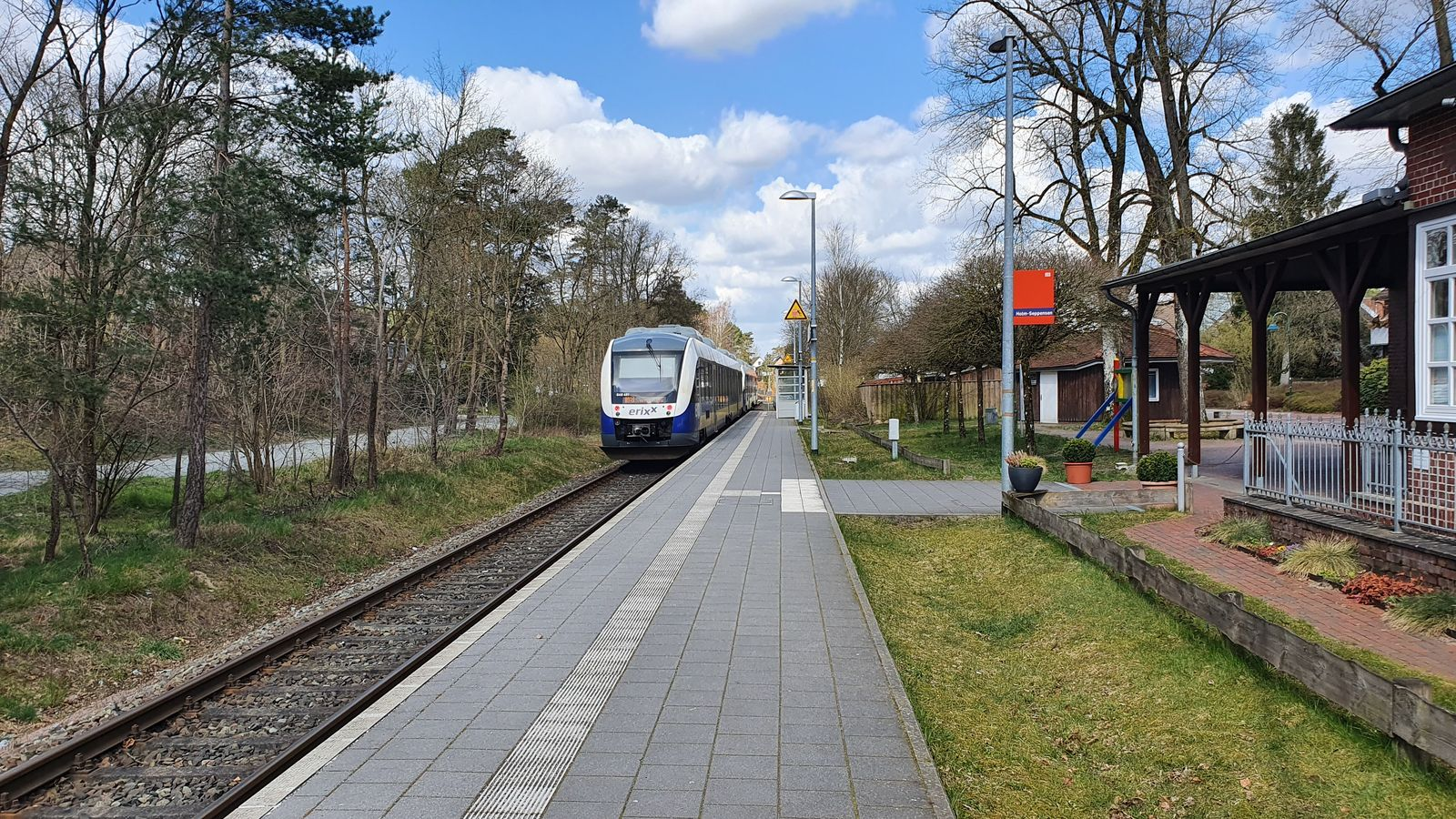
Station Holm-Seppensen

Vanaf station Buchholz (Nordheide) vertrekken ieder uur treinen naar o.a. Walsrode en Hannover Hauptbahnhof.
Het betreft hier respectievelijk de spoorlijn Walsrode - Buchholz (Heidebahn) en de spoorlijn Wanne-Eickel - Hamburg (Rollbahn).
Aan de Rollbahn ligt binnen de gemeentegrenzen, zuidwestelijk van Buchholz zelf, het station van Sprötze.
Aan de Heidebahn ligt binnen de gemeentegrenzen, zuidelijk van Buchholz zelf, station Suerhop en wat verderop station Holm-Seppensen.
Station Buchholz ligt verder aan een in 1981 voor reizigersvervoer gesloten spoorlijn, de spoorlijn Buchholz - aansluiting Allermöhe (via Jesteburg). Deze spoorlijn is in gebruik als goederenspoorlijn naar Maschen Rangierbahnhof.
Ten noordoosten van het station bevindt zich het ZOB (Zentraler Omnibus-Bahnhof, busstation) van de stad. Van hier vertrekken streekbussen naar diverse plaatsen in de omgeving, waaronder Hamburg-Harburg, Winsen en Rosengarten. Ook vertrekken hier vandaan in het toeristenseizoen gratis toegankelijke, van een op een aanhanger gemonteerd fietsenrek voorziene, bussen naar de Lüneburger Heide (Heide-Shuttle).
Het uitgestrekte rangeerterrein aan de zuidrand van het station is opgebroken en heeft plaats gemaakt voor o.a. een woonwijk.

## Economie

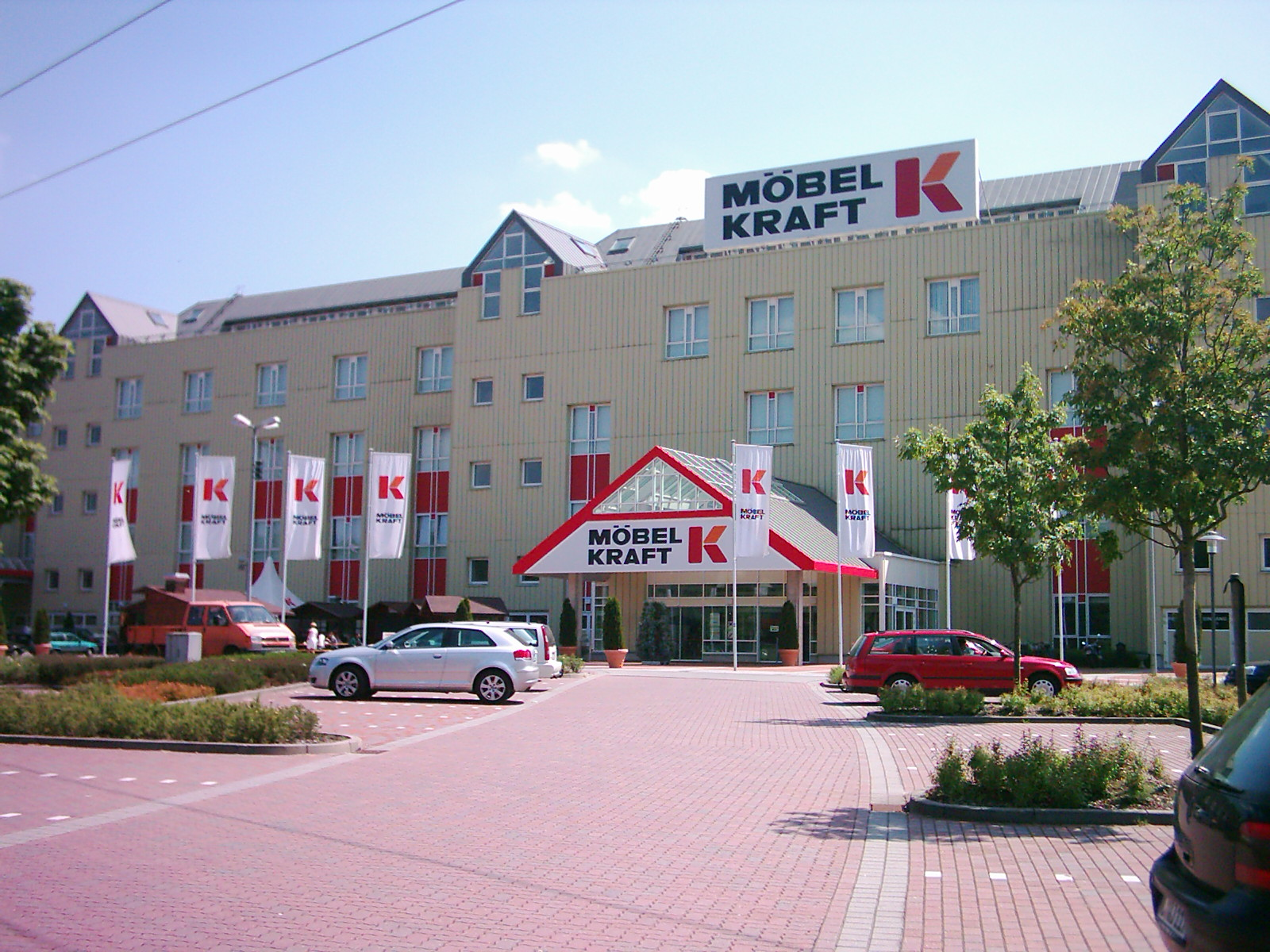
Meubelzaak aan de B75

In de gemeente liggen, vooral langs de Bundesstraße 75, verscheidene bedrijventerreinen. Hier is vooral een aantal distributiecentra, en midden- en kleinbedrijf van lokaal en regionaal belang gevestigd. Hieronder is bijvoorbeeld een grote meubelzaak. Eén van deze terreinen, bij Dibbersen, moet, volgens plannen uit 2019, innovatieve IT- en soortgelijke bedrijven gaan huisvesten. Een ander terrein, Trelder Berg, bestaat grotendeels uit ruim 15 autobedrijven van 20 verschillende merken, en heeft de bijnaam Automeile. Ook veel inwoners van Hamburg komen hier een nieuwe auto kopen.

## Geschiedenis
De oudste sporen van menselijke activiteit in het gebied van de gemeente Buchholz dateren van dragers van de Hamburgcultuur (13.000-10.000 jaar vóór de jaartelling). Ook uit de Jonge Steentijd (Trechterbekercultuur) zijn bewoningssporen gevonden; in de naburige gemeente Rosengarten staat één van hun hunebedden. Ook sporen van grafheuvels , daterend uit de periode 500 vóór- 560 na Chr., zijn aangetoond.
Alle plaatsen in de gemeente ontstonden in de middeleeuwen als kleine boerendorpjes. Buchholz wordt als Bockholte in 1450 voor het eerst in een document vermeld. In de 16e eeuw ging Buchholz tot het evangelisch-lutherse protestantisme over. Tot op de huidige dag is een grote meerderheid van de christenen in de gemeente luthers. In 1667 bestond Buchholz uit 14 boerderijen, een school en een kroeg.
Pas in de tweede helft van de 19e eeuw werd Buchholz meer dan een klein boerendorp. In 1874 verkreeg het aansluiting op spoorlijnen naar Hamburg en Bremen. Er vestigden zich een aantal industriële bedrijven. Van plm. 1921 tot 1961 was er in o.a. Sprötze een fabriek van tractoren, merk Ritscher, gevestigd.
Vanaf het begin van de 20e eeuw was Holm-Seppensen een geliefd doel voor uitstapjes en korte vakanties; inwoners van Hamburg gingen er een weekend wandelen op de Lüneburger Heide en kamperen. In de periode tussen de beide Wereldoorlogen werden er veel vakantiehuisjes gebouwd. In de Tweede Wereldoorlog werden deze als permanente (nood-)woningen gebruikt, nadat inwoners van Hamburg door bombardementen dakloos waren geraakt. Uiteindelijk veranderde Holm-Seppensen in een woondorp voor Hamburgse gezinnen.
Reeds in 1925 was Adolf Hitlers NSDAP er een politieke machtsfactor van betekenis. Vanaf 1934 hadden de nazi's er een vergaderplaats (Ehrenhalle) van bovenregionale betekenis.
Op 4 juni 1939 gebeurde bij station Buchholz een ernstig treinongeluk. Twee treinen botsten op elkaar. Daarbij kwamen 15 mensen om het leven, en 23 raakten gewond.
In april 1945 eindigde de Tweede Wereldoorlog voor Buchholz en omgeving met de verovering van Steinbeck door Britse pantsertroepen. Op 29 april 1945 werd in een hotel te Steinbeck een overeenkomst gesloten, strekkende tot gedeeltelijke capitulatie van de nazi's aan de geallieerden; de nazi's gaven de stad Hamburg over.
In 1958 kreeg Buchholz van de regering van de deelstaat Nedersaksen het recht, zichzelf stad te noemen. Eind 1959 werd de plaatsnaam met het achtervoegsel in der Nordheide verlengd. Per 1 juli 1972 vond een gemeentelijke herindeling plaats. Daarbij werden de omliggende dorpen, tot dan zelfstandige gemeenten, als stadsdelen bij de gemeente Buchholz in der Nordheide gevoegd. Tussen juli 1972 en het jaar 2014 steeg het aantal inwoners van circa 22.000 tot bijna 41.750. Dit werd vooral veroorzaakt door uitbreiding van het aantal woningen voor forensen, die in Buchholz zijn gaan wonen, maar een baan in Hamburg en omgeving hadden.

## Bezienswaardigheden
- De fraaie, met heide begroeide heuvel Brunsberg, die 129 meter hoog is, ten oosten van Sprötze, is een geliefd doel van wandeluitstapjes.
- Ook elders in de gemeente is een aantal gebieden met bos of heide te vinden, waar de nodige wandel- en fietsmogelijkheden zijn. De Lüneburger Heide strekt zich direct ten zuiden van de gemeente Buchholz uit. Enige langeafstands-fietsroutes tussen o.a. Hamburg en de Lüneburger Heide lopen door de gemeente.
- Seppensen beschikt over een klein openluchtmuseum (Museumsdorf Seppensen), dat gratis toegankelijk is. Hier dichtbij bevindt zich een vlinderpark, met o.a. een hal, waar men tussen vrij vliegende tropische vlinders kan rondlopen.
- Bij het plaatsje Holm staan enige historische gebouwen in een fraaie omgeving, waaronder een in 1580 gebouwde kapel, en een nog maalvaardige watermolen aan de Seeve, waarvan de geschiedenis teruggaat tot de tweede helft van de 16e eeuw.
- De windmolen van Dibbersen (in 2007 gerestaureerd; met trouwzaaltje) is schilderachtig gelegen.

## Afbeeldingen

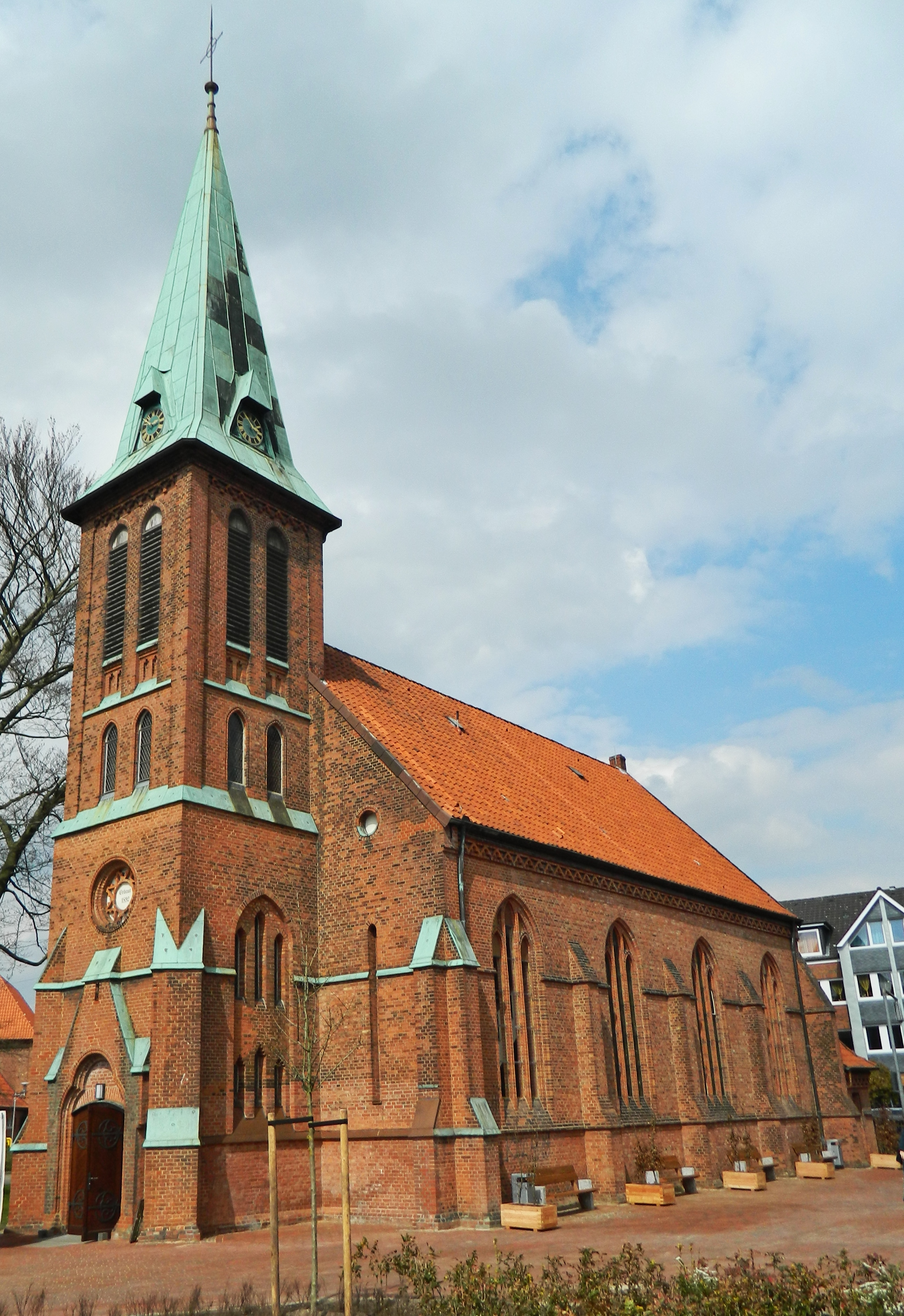
Buchholz, evang.-lutherse St. Pauluskerk (1892)
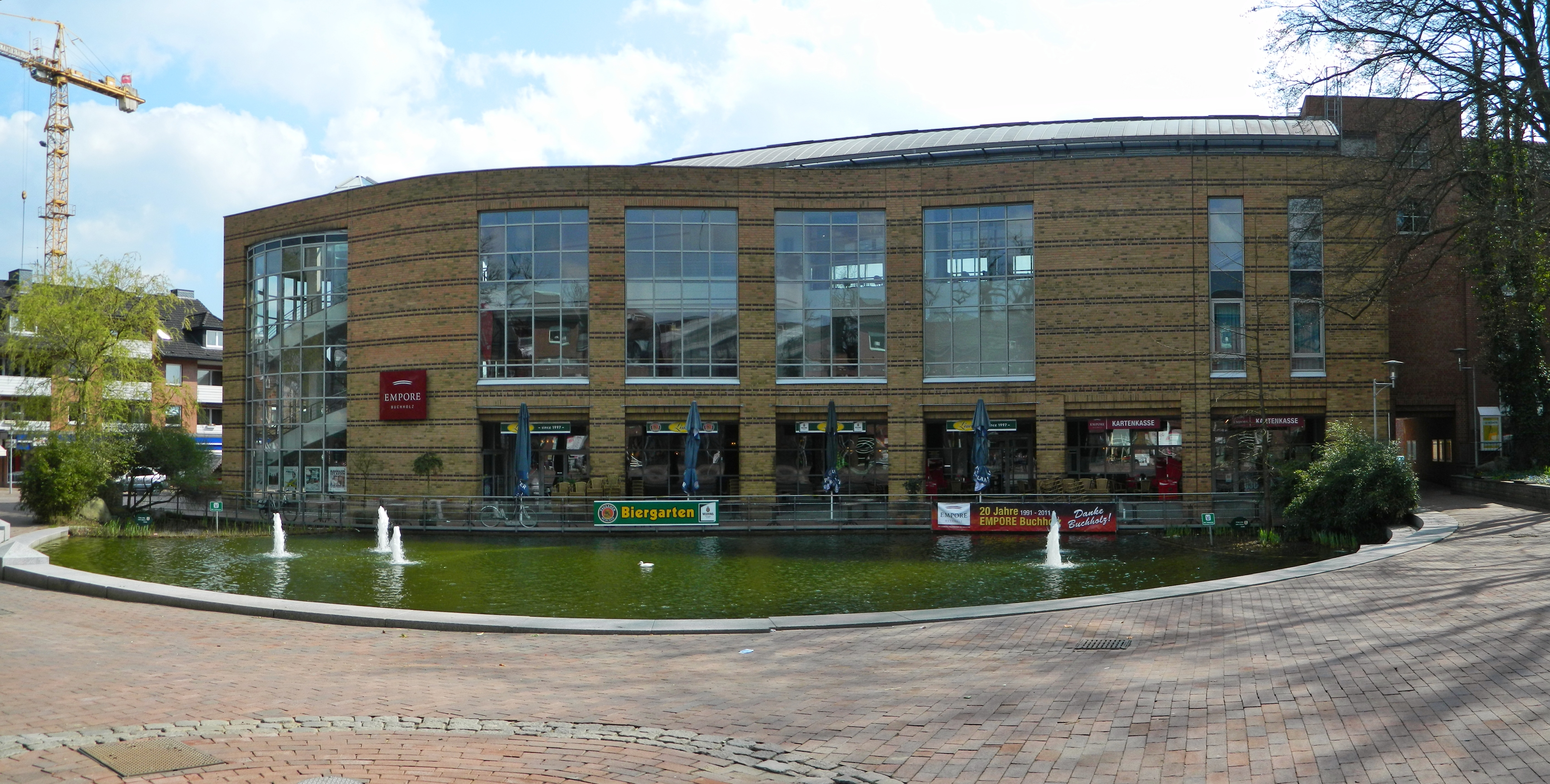
Cultureel centrum Empore
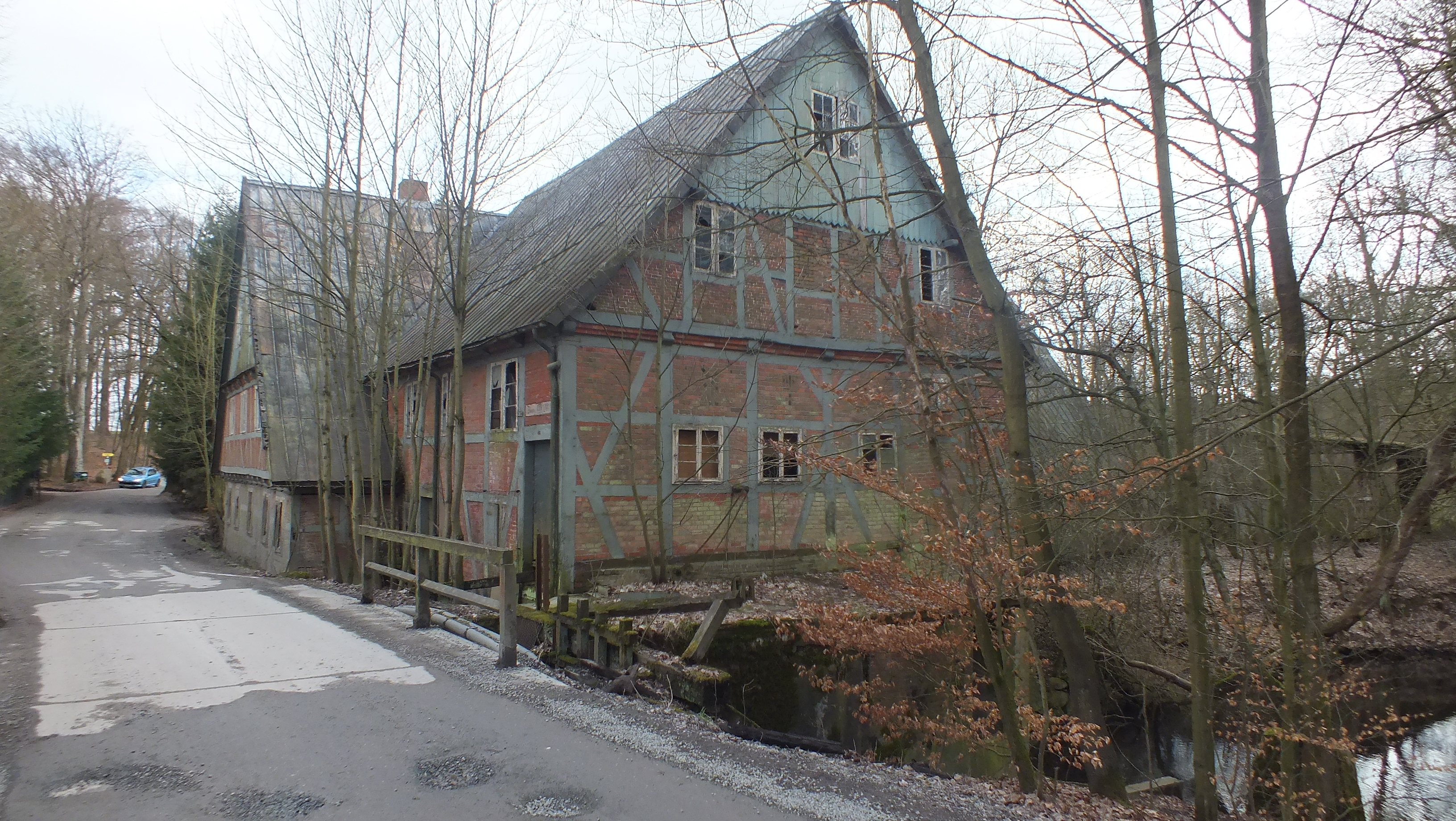
Seppenser watermolen
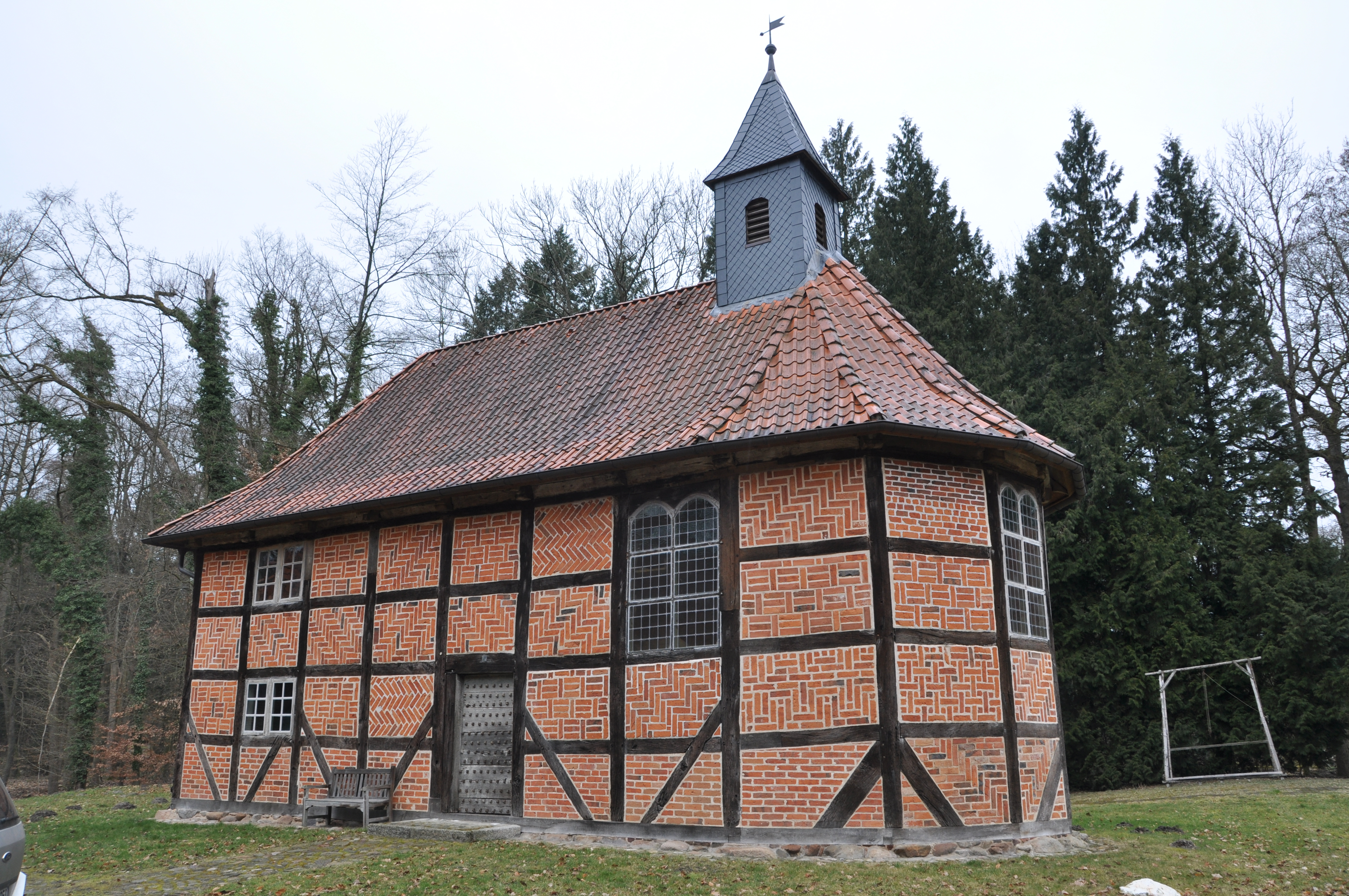
Kapel van Holm
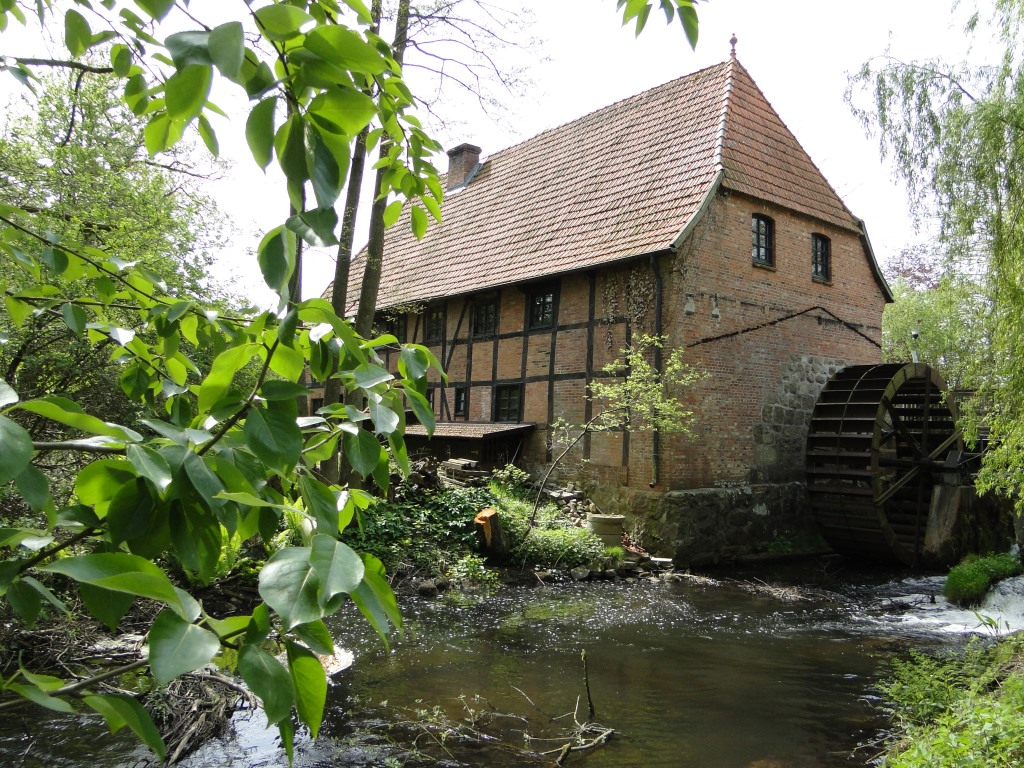
Watermolen van Holm
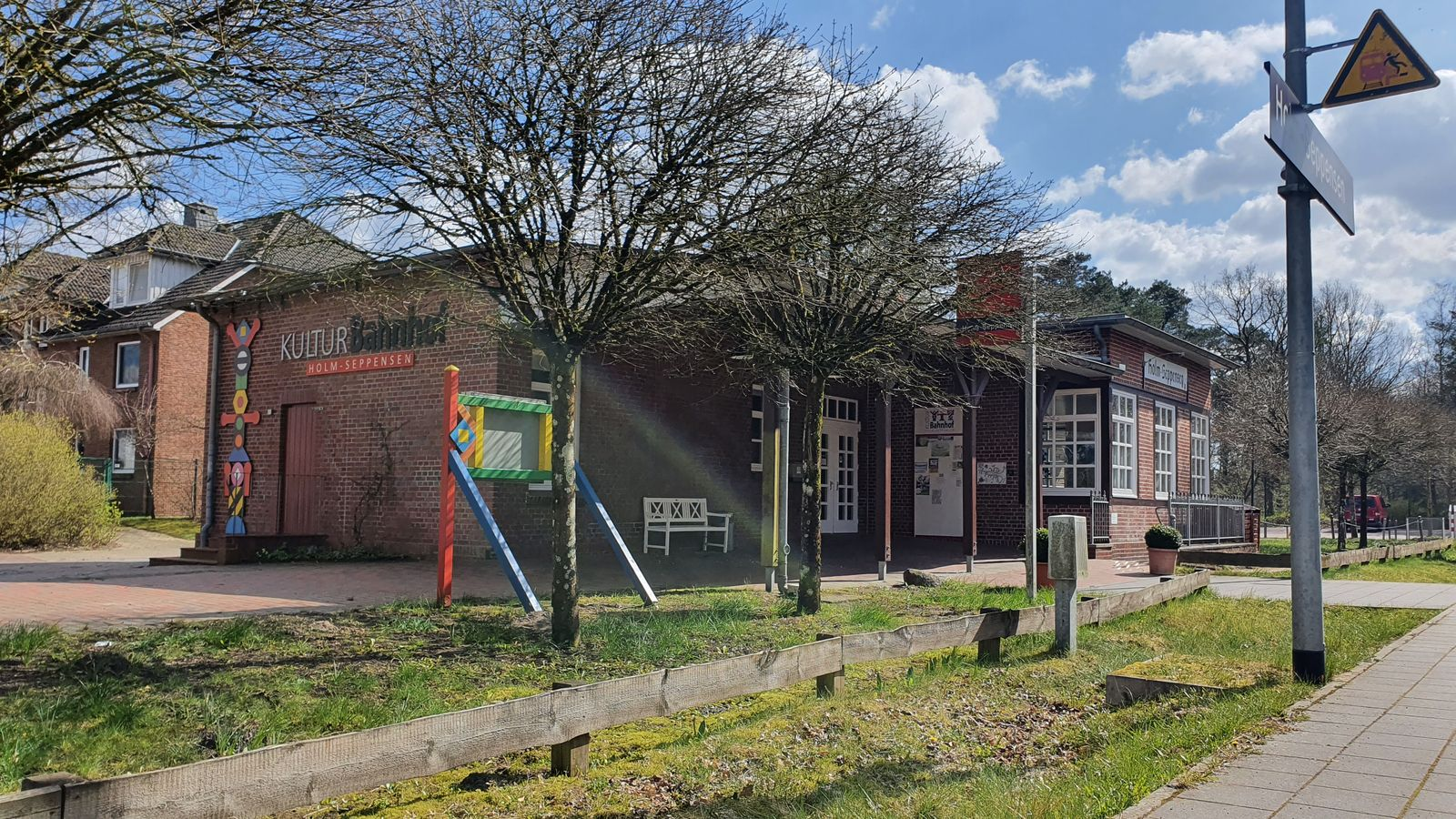
Stationsgebouw Holm-Seppensen, in gebruik als kulturhus

## Partnergemeentes
Buchholz in der Nordheide onderhoudt jumelages met:
- Canteleu, Département Seine-Maritime, Frankrijk (sedert 1975)
- Wołów, Polen (sedert 1996)
- Järvenpää, Finland (sedert 2005)

## Geboren in Buchholz
- Alexander Meier (1983), voetballer
- Nikias Arndt (1991), wielrenner
- Anton Stach (1998), voetballer; zijn vader Matthias Stach (geboren in 1962 te Brunswijk) is sportverslaggever op commerciële tv-zenders (specialisme: tennis) en woont (stand: 2021) te Buchholz